# بانک سپرده‌گذاری
بانک سپرده‌گذاری، (به انگلیسی: Depository bank) به سازمان‌هایی گفته می‌شود که بر اساس صلاحیت به تسهیل سرمایه‌گذاری در بازارهای اوراق بهادار می‌پردازند.

## بانک سپرده گذاری ایالات متحده آمریکا
در ایالات متحده، بانک سپرده‌گذاری، سازمان یافته‌است تا تمام نقل انتقالات سهام و خدمات نمایندگی را از طریق یک برنامه وصول سرمایه‌گذاری فراهم کند. این وظیفه شامل یک سری هماهنگی‌های سرپرستی برای قبول سپرده سهام عادی ، انتشار اوراق قابل مذاکره که پشتوانه سهام هستند، ثبت نام از دارندگان اوراق جهت منعکس کردن تمام نقل و انتقالات و مبادلات و توزیع سود سهام به وسیله دلار آمریکا است.

## بانکهای سپرده گذاری در اتحادیه اروپا
در اتحادیه اروپا، بانک سپرده‌گذاری یک مؤسسه مالی است که خدمات امانتی/نگهبانی را برای صندوق‌های سرمایه‌گذاری دارای مجوز معاملات در سراسر اتحادیه اروپا را به عنوان یک تعهد سرمایه‌گذاری در اوراق بهادار قابل انتقالUCITS یا صندوق‌های سرمایه‌گذاری جایگزین فراهم می‌کند. هردو این دستورالعمل‌ها نیاز است تا یک صندوق سرمایه‌گذاری دارای مجوز یک سپرده منسوب به صندوق جهت امنیت دارایی‌های صندوق (به وسیله ضبط کردن آن‌ها یا صورت برداری و تأیید مالکیت آنها) و نظارت بر امور صندوق جهت اطمینان حاصل کردن از التزام به قوانین مربوط به آن و اسناد قوانین اساسی صندوق داشته باشد.
بانکهای سپرده‌گذاری با افزایش قابل توجه مقررات در اتحادیه اروپا در سالهای اخیر و پیشنهاد دستورالعمل UCITS پنجم مواجه شده‌اند که پیشنهاد می‌کند این روند با تحمیل استانداردهای مسئولیت سخت “strict”، استاندارد مسئولیت سپرده‌گذاری برای از دست دادن دارایی‌های صندوق به جز در موارد خاص ادامه یابد.